# Angicos
Angicos é um município brasileiro da região central do estado do Rio Grande do Norte, situado na Região Nordeste do país. Com uma população estimada superior a onze mil habitantes, seu território ocupa uma área de pouco mais de 741 km², sendo equivalente a 1,4% da superfície estadual. Localiza-se a 175 km da capital potiguar, Natal.
No que diz respeito ao turismo, sua atração principal é o Pico do Cabugi. Angicos também é lembrada pelas festividades de São José, realizadas no mês de março, e pelas tradicionais vaquejadas. Mais recentemente tornou-se cidade universitária, porém ainda durante a década de 60 ganhou destaque nacional por ter sido o município no qual Paulo Freire implementou um projeto de alfabetização para 380 trabalhadores.

## Toponímia
O nome "Angicos", dado ao município, tem origem na árvore Angico-vermelho. O angico é uma planta decídua, nativa, pioneira de médio a grande porte, mede cerca de treze metros de altura, podendo chegar a vinte metros.

## História
Habitavam primitivamente a região os índios da tribo Pataxó, pertencente à nação gê ou tapuia. Acredita-se que as primeiras penetrações no território ocorreram em 1760 e que o fundador do povoado é o tenente Antonio Lopes Viegas, descendente da família Dias Machado. Consta que em 1783, quando foi criada a Vila Nova da Princesa (hoje cidade do Açu), abrangendo os Municípios de Açu, Angicos, Macau e Santana do Matos, já se localizavam no território de Angicos diversas fazendas de criar.
Abaixo do rio Pataxó havia ainda uma parte de terra assim distribuída: 6 Km do capitão-mor Baltazar da Rocha Bezerra; 6 Km do coronel Miguel Barbosa Bezerra; 18 Km do coronel Antônio da Rocha Bezerra. Essas posses estão registradas nos 'autos de medição de terras', de 1756.  O município só foi emancipado de Assu em 11 de abril de 1833. A emancipação foi suprimida pela Lei Provincial nº 26, de 28 de março de 1835 e restaurada em 13 de outubro de 1836 pela Resolução Provincial nº 9.
Angicos notabilizou-se pelas experiências pioneiras de Paulo Freire com seus métodos de alfabetização, em princípios de 1963. O objetivo era fazer com que os participantes aprendessem a ler e a escrever, assim como se politizar em 40 horas. Em Angicos estiveram presentes observadores, especialistas em educação e jornalistas não somente dos principais meios de comunicação do Brasil, como do exterior, por exemplo, representantes do New York Times, do Time Magazine, do Herald Tribune, do Sunday Times, do United e da Associated Press, do Le Monde. Finalmente, o próprio presidente João Goulart, junto com Aluízio Alves, governador do Rio Grande do Norte, compareceu ao encerramento das atividades dos Círculos de Cultura, na distante data de 2 de abril de 1963.

## Geografia
Com 741,582 km² de área, Angicos está entre os vinte maiores municípios do Rio Grande do Norte em território, cobrindo 1,4043% do território estadual. É limitado a norte por Afonso Bezerra e Pedro Avelino, a sul por Santana do Matos e Fernando Pedroza, a leste por Lajes e novamente os municípios de Fernando Pedroza e Pedro Avelino e a oeste por Itajá e Ipanguaçu. Desde 2017, quando passou a vigorar a nova divisão territorial do Brasil em regiões geográficas, Angicos pertence à região intermediária de Açu e à região imediata de Mossoró; até então, fazia parte da microrregião de Angicos, uma das subdivisões da mesorregião Central Potiguar. Está a 175 km de Natal, capital do estado, e a 2 310 km da capital federal, Brasília.
Em Angicos predomina um relevo plano, constituído pela Depressão Sertaneja, uma série de terrenos de transição entre o Planalto da Borborema e a Chapada do Apodi. A geologia local se situa na área de abrangência do embasamento cristalino, datado do período Pré-Cambriano, com a presença de rochas dos grupos Caicó, a leste do município, e Seridó, a oeste, sendo o primeiro mais antigo, com idade entre 1,1 bilhão e 2,5 bilhões de anos, e o segundo entre 550 milhões e um bilhão de anos. Em Angicos está o Pico do Cabugi, cujo topo está a uma altitude de 590 metros acima do nível do mar. Está situado no Parque Ecológico do Cabugi, uma unidade de conservação criada pela lei estadual 5 823, de 7 de dezembro de 1988.
Os solos de Angicos são rasos e pedregosos, havendo a predominância do solonetz solodizado, bastante fértil, rico em nutrientes e com textura formada tanto por areia e argila, e o solo litólico, mais fértil e com textura, em sua maioria, formada por areia. Este último é chamado de luvissolo na nova classificação brasileira de solos, enquanto o primeiro constitui o planossolo. Também ocorrem áreas menores de latossolo e solo bruno não cálcico ou luvissolo. Por serem pouco desenvolvidos, são cobertos pela vegetação do bioma Caatinga, rala e xerófila, cujas folhas desaparecem na estação seca. Na hidrografia, o território angicano é cortado pelos rios Cabugi, Pataxós, Pichoré, São Miguel e São Pedro, dentro da bacia hidrográfica do Rio Piranhas–Açu.
Angicos apresenta características de clima semiárido, com índice pluviométrico anual de 530 mm (1911-2020), bastante concentrados no quadrimestre de fevereiro até maio. Segundo dados da Empresa de Pesquisa Agropecuária do Rio Grande do Norte (EMPARN), referentes ao período de 1911 a 1988 e a partir de 1993, o maior acumulado de chuva em 24 horas registrado em Angicos atingiu 270,4 mm em 15 de fevereiro de 1933. O ano mais chuvoso da série histórica foi 1974, com 1 285 mm, seguido por 1924 (1 256,4 mm), 1985 (1 153,7 mm) e 2009 (1 043,3 mm). Desde o final de novembro de 2019, quando a cidade passou a contar com uma estação meteorológica automática da EMPARN, a maior temperatura chegou a 38,7 °C em 29 de outubro de 2021 e a menor ocorreu em 26 de julho de 2022, com mínima de 19,8 °C.
| Dados climatológicos para Angicos                                                               | Dados climatológicos para Angicos | Dados climatológicos para Angicos | Dados climatológicos para Angicos | Dados climatológicos para Angicos | Dados climatológicos para Angicos | Dados climatológicos para Angicos | Dados climatológicos para Angicos | Dados climatológicos para Angicos | Dados climatológicos para Angicos | Dados climatológicos para Angicos | Dados climatológicos para Angicos | Dados climatológicos para Angicos | Dados climatológicos para Angicos |
| Mês                                                                                             | Jan                               | Fev                               | Mar                               | Abr                               | Mai                               | Jun                               | Jul                               | Ago                               | Set                               | Out                               | Nov                               | Dez                               | Ano                               |
| ----------------------------------------------------------------------------------------------- | --------------------------------- | --------------------------------- | --------------------------------- | --------------------------------- | --------------------------------- | --------------------------------- | --------------------------------- | --------------------------------- | --------------------------------- | --------------------------------- | --------------------------------- | --------------------------------- | --------------------------------- |
| Temperatura máxima recorde (°C)                                                                 | 37,5                              | 38,1                              | 37,2                              | 36,8                              | 36                                | 36,6                              | 36,9                              | 37,2                              | 37,8                              | 38,7                              | 38,1                              | 37,8                              | 38,7                              |
| Temperatura mínima recorde (°C)                                                                 | 21,8                              | 21,4                              | 22,6                              | 22,4                              | 21                                | 20,1                              | 19,8                              | 20,4                              | 21                                | 21                                | 22,5                              | 22,6                              | 19,8                              |
| Precipitação (mm)                                                                               | 47,8                              | 82,3                              | 141,6                             | 133,6                             | 63,4                              | 26                                | 12                                | 3,9                               | 1,3                               | 3                                 | 3,1                               | 13,6                              | 531,6                             |
| Fonte: EMPARN (médias de precipitação: 1911-2020; recordes de temperatura: 28/11/2019-presente) |                                   |                                   |                                   |                                   |                                   |                                   |                                   |                                   |                                   |                                   |                                   |                                   |                                   |

## Infraestrutura

### Educação
De acordo com os dados do IBGE, a cidade conta com 11 estabelecimentos escolares, com um total de 2047 matriculados, e desses 2 escolas dispõem de ensino médio. Possui taxa de escolarização de 6 a 14 anos de idade em 96,5% (2010, IBGE).
Angicos conta com uma importante universidade pública: A UFERSA (Campus Angicos), dispõe dos cursos de Engenharia civil, Engenharia de Produção, Ciência e Tecnologia, Sistemas de informação, Licenciatura em computação e Pedagogia.

### Abastecimento
O tratamento e distribuição da água é realizado pela CAERN, sendo a barragem Armando Ribeiro Gonçalves responsável pelo abastecimento da bacia do Piranhas-Açu por meio da Adutora Sertão Central/Cabugi.

## Cultura e lazer
Angicos conta com vários pontos turísticos, como o Pico do Cabugi, único vulcão extinto no Brasil que conserva sua forma original e que alguns historiadores dizem ser o primeiro ponto visto pelos portugueses ao chegarem no país em 1500.